# Башарин, Николай Петрович
Николай Петрович Башарин (29 октября 1940, Иркутск, РСФСР, СССР — 15 сентября 2015, Иркутск, Российская Федерация) — советский и российский живописец, график, заслуженный художник Российской Федерации (2000).

## Биография
Родители приехали в Прибайкалье из Воронежской области в 1936 г. на строительство Иркутского авиазавода.
В 1967 г. окончил Иркутское художественное училище у Г.Г. Леви, Г.В. Анциферова и Г.В. Богданова.
Впервые графические работы мастера были представлены на выставке в 1971 г. Участвовал в выставках в Германии, Югославии, Чехословакии, Франции, Финляндии, в выставках городских, областных, зональных, республиканских.
Член Союза художников РСФСР (1973). Неоднократно избирался членом правления и членом художественного совета областной организации Союза художников. С 1966 по 1975 гг. сотрудничал с Восточно-Сибирским книжным издательством.
Основное средство выразительности  – эстампная и уникальная графика.  Его произведения очень камерны по содержанию, они передают интимный мир чувств и мыслей одного человека, они невелики и по диапазону звучности, и по размеру. Предпочтение отдает «живому» рисунку и станковой живописи. Среди работ: портреты его коллег-прибайкальских живописцев А.Муравьёва, В.Кузьмина, А.Рубцова. Литография «Девушка в накомарнике» (1978) была репродуцирована центральными журналами. Известность получили его работы «Портрет Оли Мацекович», «Лена расписывает керамику», «Портрет Ирины Макеевой». Тема строительства БАМа раскрыта в произведениях «Я строю БАМ» (1975), «Водитель Константин», «Бамовец» (1972), выполненных тушью, углём, карандашом или сангиной. К 200-летию со дня рождения А. С. Пушкина художник создал картину «Похолодало. Пушкин перед дуэлью». Среди пейзажей работы живописца можно отметить работы: «Ранняя весна» (1980), «Осенний день» (1980), «Осень» (2005), «Пейзаж с лошадкой» (2005), «Зимка», «Окрестности Иркутска».
Работы художника представлены в хранятся в Государственном Русском музее в Санкт-Петербурге, Иркутском областном художественном музее им. В.П. Сукачёва, Государственном историческом музее в Москве, Барнаульском художественном музее, Кемеровском музее изобразительных искусств, Красноярском художественном музее им. В.И. Сурикова, картинных галереях Томска и Новокузнецка.

## Участие в выставках
- областных — с 1960,
- зональных — 1975, 1980, 1985;
- республиканских (Москва) — 1972, 1973, 1974, 1975, 1977, 1980, 1985; (Ленинград, Иркутск, Улан-Удэ) — 1979; (Вологда) — 1973; (Ростов) — 1978; (Красноярск) — 1983;
- всесоюзных (Москва) — 1972, 1973, 1976, 1977, 1978, 1981;
- зарубежных (ГДР, Цвиккау, Лейпциг) — 1978; (Карл-Маркс-Штадт) — 1979; (Афганистан, Кабул) — 1984, а также Чехословакия, Венгрия, Югославия;
- персональных (Иркутск) — 1982.